# Solène Chalvon-Fioriti
Solène Chalvon-Fioriti, née en 1987, est une journaliste indépendante, grand reporter et autrice française. 
Elle est la réalisatrice de plusieurs documentaires dont Afghanistan : vivre en Pays taliban, Afghanes, et Nous, jeunesse(s) d'Iran.
Elle publie en 2022 La femme qui s'est éveillée : une histoire afghane.

## Biographie
Solène Chalvon-Fioriti, alors âgée de 24 ans, se lance en 2011 dans le journalisme en partant à Kaboul en Afghanistan,. Elle y rencontre les membres de la Pill Force, un réseau féministe clandestin qui distribue des pilules abortives à l'université et dans les campagnes afghanes. C'est cette expérience et son amitié avec Layle, une étudiante afghane, qu'elle raconte dans son récit autobiographique La femme qui s'est éveillée, publiée en 2022. Elle devient correspondante pendant deux ans, notamment pour le quotidien Libération.
Elle s'installe ensuite en Afrique où elle couvre la crise post-électorale ivoirienne, l'épidémie de maladie à virus Ebola ou encore la prolifération des sectes à Madagascar,. 
En 2018, Solène Chalvon-Fioriti s'établit au Pakistan. Elle devient correspondante pour Radio France et Radio France internationale (RFI), les chaînes Arte, France 24, France 2 et France 5 et écrit pour Libération et la Revue XXI,. 

### Écriture et réalisation de documentaires
Solène Chalvon-Fioriti co-réalise en 2021 avec la journalise franco-canadienne Margaux Benn Afghanistan : vivre en Pays taliban, un documentaire où elle plonge dans les zones contrôlées par les talibans et qui témoigne de la vie sous leur régime. Le film, diffusé sur Arte et France 24, remporte une Étoile de la Scam, est finaliste du prix Albert-Londres et nommé pour le prix Bayeux des correspondants de guerre,,,. 
Elle réalise en 2023 Afghanes, où elle dresse le constat de la condition des femmes en Afghanistan sous le régime Taliban, enfermées mentalement et physiquement,. Le film est diffusé sur France 5. Le film obtient en France les Lauriers du meilleur documentaire, ainsi que le Grand Prix du FIGRA.
La même année, elle co-réalise un autre documentaire avec Margaux Benn, Comme tu es belle ! - Avoir 20 ans en pays taliban, récompensé au festival du film de Tokyo. Elles suivent pendant un an et demi deux jeunes femmes, Sofia et Niguina, qui tiennent un salon de beauté alors que les Talibans mettent en place de nouvelles lois liberticides. Comme tu es belle ! est diffusé à partir du mois de mars 2023 sur LCP-AN,.

### La femme qui s'est éveillée: une histoire afghane
Solène Chalvon-Fioriti publie en mars 2022 chez Flammarion La femme qui s'est éveillée : une histoire afghane. Elle revient dans ce récit autobiographique sur son arrivée en Afghanistan en 2011 et sa rencontre avec Layle, une étudiante afghane, membres de la Pill Force et qui sera assassinée par son propre frère. La Pill Force distribuait des pilules abortives à des Afghanes,. 

## Œuvres

### Réalisation documentaire
- 2021 - Vivre en pays taliban diffusé sur Arte, France 5 et France 24[12]
- 2023 - Afghanes[14]
- 2023 - Comme tu es belle ! – Avoir 20 ans en pays taliban
- 2024 - Afghanistan : Radio Begum, la voix des résistantes sur Radio Begum[18]
- 2024 - Nous, jeunesse(s) d'Iran – Voyage interdit au sein de la génération Z iranienne[19]

### Publication
- « Soldats du blasphème au Pakistan », Revue XXI,‎ automne 2021.
- La femme qui s'est éveillée : une histoire afghane : récit, 2022 (ISBN 978-2-08-151244-3 et 2-08-151244-0, OCLC 1309029232).

## Distinctions
- 2024 - Lauréate du Grand Prix du Figra pour Afghanes[20]
- 2023 - Lauréate des Lauriers de l'audiovisuel pour Afghanes
- 2022 - Lauréate Étoile de la Scam pour Vivre en Pays taliban[21]